# Okita Sōji
Okita Sōji (沖田 総司?  Edo, 1842 o 1844-ibídem, 19 de julio de 1868) fue el capitán de la primera división del Shinsengumi, una agrupación militar japonesa que resistió durante la Restauración Meiji. Famoso en la historia por ser considerado un genio con la espada y por su carácter amable, siendo uno de los mejores guerreros en el Shinsengumi junto con Saitō Hajime y Nagakura Shinpachi.
De acuerdo a Yagi Tamesaburō (el hijo de Yagi Gennojō) y a Satō Shu'sen (descendiente de Satō Hikogorō), Okita era alto, delgado con prominentes mejillas y pómulos altos. Su cara era "aplanada".

## Orígenes
Nació con el nombre de Okita Sōjirō Fujiwara no Harumasa en 1842 o 1844 en el seno de una familia samurái en Dominio Shirakawa. Su bisabuelo fue Okita Kan'emon (?-1819) y su abuelo, Okita Sanshiro (?-1833). Su padre, Okita Katsujiro, murió en 1845 y tuvo dos hermanas mayores: Okita Mitsu (1833-1907) y Okita Kin (1836-1908). En 1846, a fin de casar el hijo varón de la familia Okita, Okita Rintarō (1826-1908) quien fue adoptado por ésta, su hermana mayor Okita Mitsu pasó a convertirse en hija adoptiva de Kōndo Shusuke de hecho. Kōndo Shusuke era el tercer maestro de la escuela Tennen Rishin Ryu y Sōji comenzó a entrenarse en el Shieikan bajo su tutelaje a la edad de 9 años. En aquella época, Shusuke había adoptado con anterioridad a Shimazaki Katsuta (quien luego adoptaría el nombre de Kondō Isami aunque Hijikata Toshizō aún no se había inscrito en la institución). 

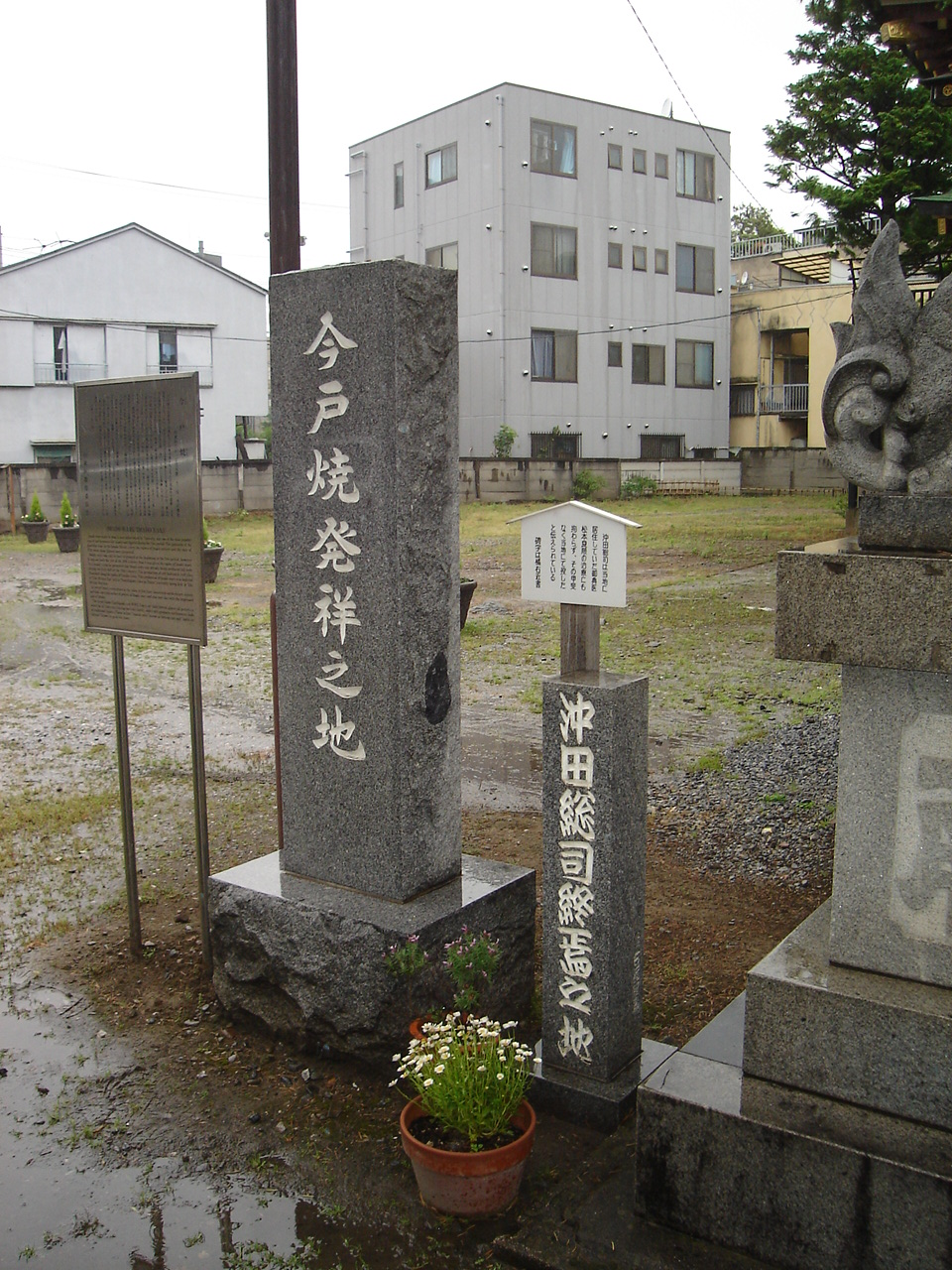
Monolito que marca el lugar de la muerte de Okita Sōji.

Okita demostró ser un prodigio con la espada. Dominaba todas las técnicas de su escuela a la edad de 18 años y obtuvo el diploma Menkyo Kaiden (licencia de transmisión total del conocimiento.).
En 1861, Okita llegó a ser el Entrenador Principal (Jukutō) en el Shiekan. Aunque muchas veces se ha comentado que poseía una personalidad honesta, gentil y amable con aquellos de su entorno, también se le conocía como un maestro de poca paciencia y estricto con sus estudiantes.

## Shinsengumi
Okita modificó su nombre algún tiempo antes de partir hacia Kioto en 1863, de tal manera que quedase como Okita Sōji Fujiwara no Kaneyoshi. Pronto se convirtió en uno de los miembros fundacionales del grupo Shinsengumi y en Fukuchō Jokin (asistente del vicecomandante). Okita Rintarō, también alumno del Tennen Rishin-ryu, fue nombrado comandante del Shinchōgumi (la fuerza hermana del Shinsengumi en Edo).
Okita era el segundo miembro más joven del Shieikan junto a Tōdō Heisuke. Era uno de los que estuvieron involucrados con Serizawa Kamo (uno de los comandantes originales del Shinsengumi) y los asesinatos de Ucchiyama Hikojiro en 1863.
Era un espadachín muy entrenado tanto en el uso del shinai, bokken y katana, y su técnica especial se llamaba Mumyo-ken (básicamente traducido como "la espada sin luz") o Sandanzuki ("estocada de tres movimientos"), una técnica que podría atacar tanto el cuello como el hombro izquierdo y el derecho con un solo movimiento. La técnica Mumyo-ken fue su invención propia y podría haber sido tomada como base para otra de Hijikata (la Hirazuki).
Existen teorías acerca de que su tuberculosis fue descubierta cuando tosió sangre y se desmayó durante el Incidente Ikedaya, pero algunas fuentes aseguran que la contrajo más tarde. Ambas son razonables, ya que la tuberculosis puede matar rápidamente en semanas o más lentamente, a lo largo de muchos años. 
Aunque muchos aficionados consideran real el hecho de que Okita matase a Yoshida Yoshimaru durante el Incidente Ikedaya (basado en las obras ficticias de Shimosawa Kan y Shiba Ryōtarō), esto es históricamente irreal.
Basada en las obras de ficción de Ryōtarō, muchos creen que Okita y Hijikata eran casi hermanos. En la realidad histórica, Yamanami Keisuke era el vicecomandante con el cual Okita compartió una relación fraternal. El acto de seppukku de Yamanami (junto a Okita como su segundo) en 1865 fue un incidente terrible en la corta vida del espadachín. No existen documentos que avalen la teoría de que Hijikata y Okita mantuviesen una amistad e incluso es debatible el hecho de que ambos se llevaran bien.
En 1865, Okita era capitán de la primera unidad del Shinsengumi y sirvió también como instructor de kenjutsu. Ese mismo año, fue designado por Kondō Isami para sucederlo como el quinto maestro de la escuela Tennen Rishin-ryu. Sus hábitos higiénicos eran considerados casi obsesivos.
Aunque difícil de comprobar, los rumores de la época contaban acerca de una famosa katana llamada Kiku-ichimonji que, se dijo, le perteneció. Lo que sí se ha confirmado es que poseía un set de Kaga kiyomitsu (katana y wakizashi), por lo que la denominada "Kikuichimonji Norimune". Probablemente fue una de las espadas del set anteriormente mencionado.

## Fallecimiento
Durante la Guerra Boshin, y luego de la Batalla de Toba-Fushimi el 4 de enero de la era Keiō, Okita ingresó al hospital de Matsumoto Ryōjun en Edo. Después fue trasladado a un hospedaje junto con  Okita Rintarō, Okita Mitsu y sus hijos. Cuando las fuerzas del shogunato (incluyendo al Shinsengumi y al Shinchōgumi) se retiraron hacia la región de Tohoku, Okita permaneció solo en Edo.
Murió de tuberculosis el 19 de julio (30 de mayo según el calendario lunar) de 1868. Se cree que falleció sin saber que había muerto Kondo Isami. Fue enterrado por su familia esa misma noche en el templo familiar en Edo con su nombre original de nacimiento (Okita Sōji figura en los documentos de defunción de la época). La tumba se encuentra en el Templo Senshou-Ji en Tokio. Hoy, su tumba no está abierta al público.
La información de que Okita murió cuando contaba 25 años de edad se basa en la teoría de que nació en 1844 y, por lo tanto, tenía 25 años según el sistema de cálculo asiático de la edad en 1868.